# SFX (rivista)
SFX è una rivista britannica dedicata alla fantascienza e al fantasy. È pubblicata ogni quattro settimane ed è il titolo di maggior successo in questo campo dell'editoria nel Regno Unito.
Venne lanciata da Future Publishing nel 1995, come alternativa ai sempre meno allettanti Starburst e TV Zone. Sin da allora SFX ha continuato ad avere una posizione preminente nel mercato ed è uno dei titoli più noti nell'industria britannica dell'editoria. In comune con altri prodotti della Future Publishing ha la copertina lucida, vasti approfondimenti ed interviste e uno stile di scrittura auto-referenziale. La posizione preminente permette a questa rivista la possibilità di esprimere auterevoli pareri sugli argomenti, fino talvolta ad essere molto critico su film, i libri o programmi TV che invece altri magazine hanno giudicato in modo positivo.